# Banco Comercial Português
Banco Comercial Português, in breve BCP, è un istituto bancario portoghese attivo dal 1985. Ha sede legale a Porto e operativa a Oeiras, Grande Lisbona e fa parte dell'indice azionario Euronext 100.
Conta quasi 4,3 milioni di clienti in tutto il mondo e oltre 695 filiali in Portogallo. Nel 2023 è stata classificata alla posizione numero 1.178 delle più grandi aziende del mondo da Forbes.
BCP è stata indicata come istituto significativo dall'entrata in vigore della Vigilanza Bancaria Europea alla fine del 2014 e, di conseguenza, è sottoposta alla vigilanza diretta della Banca Centrale Europea.

## Storia
BCP è stata fondata nel 1985 da Jardim Gonçalves e da un gruppo di investitori della regione della Grande Porto.
Dal 2004, gestisce una rete di filiali con il marchio Millennium BCP, a seguito di un processo di fusione di tutti i marchi e di incorporazione completa di tutte le strutture commerciali del retail banking del gruppo:
- Nova Rede (marchio della banca per la propria rete di filiali di retail banking dal 1989)
- Crédibanco (rete di filiali creata dalla stessa BCP nel 1993)
- Banco Português do Atlântico (acquisito nel 1995 e incorporato nel 2000)
- Banco Mello (acquisito nel 2000 e costituito nel 2000)
- Banco Sotto Mayor (acquisito nel 2000)

### Mancata fusione con BPI (2007)
Il 25 ottobre 2007, una banca portoghese più piccola, BPI - Banco Português de Investimento ha proposto una fusione con BCP. Il consiglio di amministrazione di BCP inizialmente rifiutò, a patto che le condizioni non venissero riviste. Infine, le trattative per la fusione fallirono e le due banche non raggiunsero un accordo.

### Passate attività in Canada
Nell'esatte del 2007, Bank of Montreal (BMO) acquistò la divisione canadese di BCP Bank. Tutte le filiali in Canada rimasero filiali targate BCP fino all'ottobre 2007, quando diventarono filiali della BMO. Queste filiali continuano a operare come filiali specializzate per le comunità lusofone, ad eccezione delle filiali di Dundas Street West e University Avenue, che si sono rivolte alla comunità cinese.

### Consolidamento del capitale
Nel 2012, nel bel mezzo della crisi del debito sovrano europeo, BCP ha ricevuto un sostegno statale di 3 miliardi di euro attraverso l'emissione di obbligazioni contingenti convertibili (CoCo) con un tasso di interesse del 10% circa.
Nel 2014, Millennium BCP ha raccolto 2,25 miliardi di euro di capitale fresco attraverso un'emissione di diritti riservati agli azionisti. Con i risultati di questa operazione, la banca ha rimborsato la somma raccolta di obbligazioni CoCo allo Stato.
Nel 2015, Millennium BCP ha registrato un utile di 235,3 milioni di euro, tornando in attivo dopo quattro anni di perdite.
Nel 2017 la banca ha ricavato altri 1,5 miliardi di euro attraverso un'emissione di diritti per gli azionisti e la vendita diretta di azioni al conglomerato cinese Fosun International. Subito dopo la raccolta di capitale, Millennium BCP ha estinto i restanti 700 milioni di euro di obbligazioni CoCo, riacquistando così la propria autonomia dallo Stato e ponendo fine a qualsiasi possibilità di nazionalizzazione attraverso una conversione forzata delle obbligazioni. I fondi rimanenti dell'emissione di diritti saranno utilizzati per rafforzare i coefficienti patrimoniali della banca. La banca stima di aver contribuito alle casse dello Stato per oltre 1 miliardo di euro dal 2012, principalmente per gli interessi pagati sulle obbligazioni CoCo.

## Struttura azionaria
Al 31 dicembre 2021, i principali azionisti di BCP sono Fosun International con il 29,95%, Sonangol Group con il 19,49%, BlackRock con il 2,68%, EDP Pension Fund con il 2,06%. Gli azionisti portoghesi detengono il 31,2% delle azioni totali della banca.

## Millennium BCP

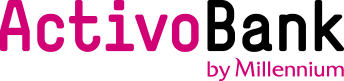
Logo di ActivoBank

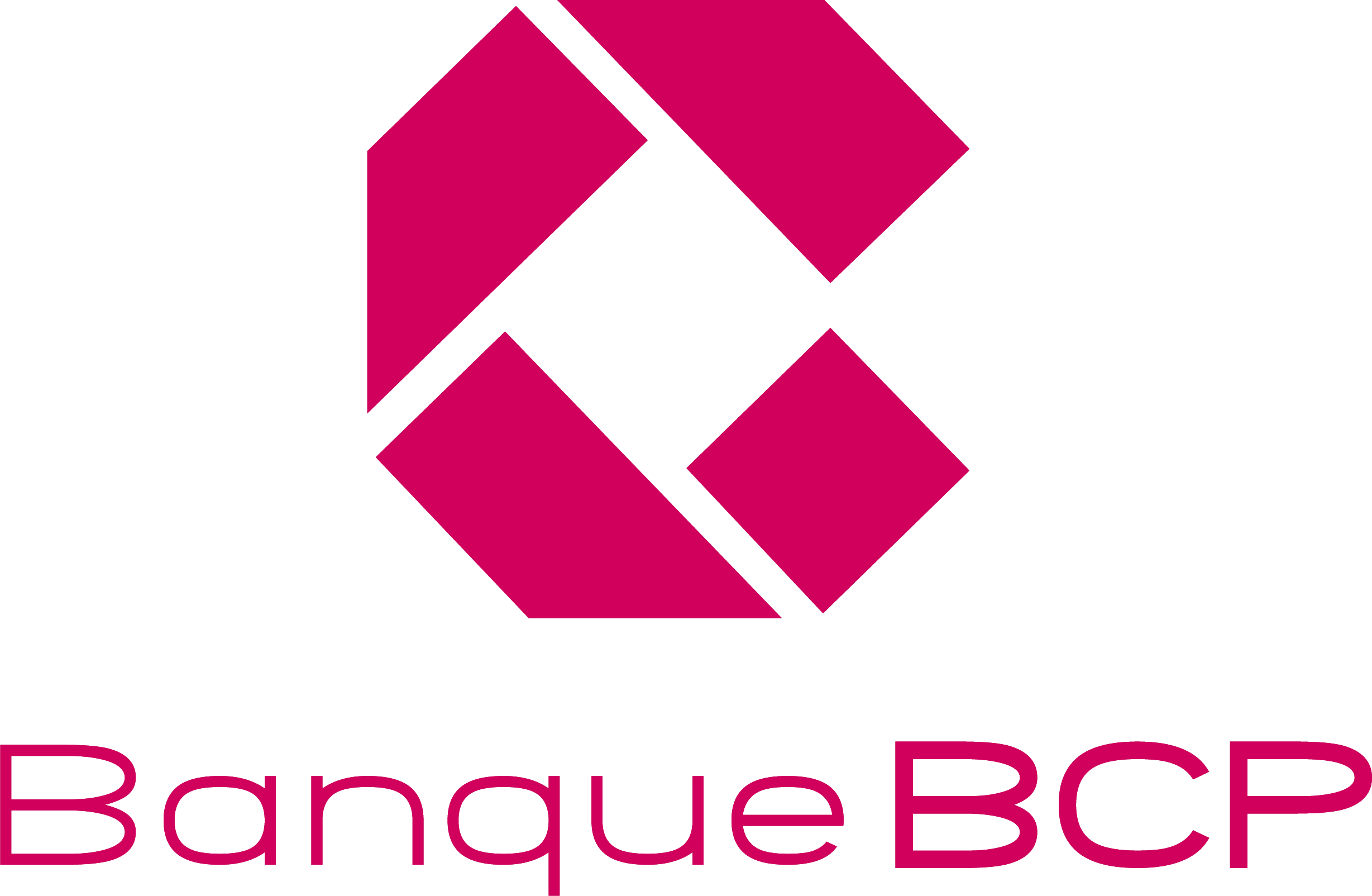
Logo di Banque BCP

L'introduzione del nuovo marchio Millennium BCP, nel 2004, ha rappresentato la fase finale di un processo iniziato formalmente con l'implementazione di un nuovo modello di business alla fine del 2001, ma innescato dalla fusione per incorporazione delle banche Atlântico, Mello e Sotto Mayor in BCP, nel 2000, unificando 4 marchi in un unico marchio meglio noto al pubblico: Millennium. 
L'opzione strategica di implementare un unico marchio era dovuta fondamentalmente a ragioni di efficienza, in quanto avrebbe permesso di razionalizzare l'investimento in diversi marchi e i back office a supporto di ciascun marchio e di garantire una denominazione che potesse essere implementata in tutte le aree geografiche.

## Operatività al di fuori del Portogallo
Al di fuori del territorio portoghese, Millennium BCP opera anche in Africa attraverso Millennium bim (Banco Internacional de Moçambique) in Mozambico e il Banco Millennium Atlântico in Angola. Una filiale BCP è aperta a Macao, mentre uffici di rappresentanza operano in Brasile, Svizzera, Cina e Regno Unito. A partire dal 2023, BCP possiede anche il 19% della Banque BCP in Francia (80% di proprietà della Caisse d'Epargne Île-de-France).
In precedenza, BCP operava anche in Grecia (Τράπεζα Millennium Bank), Romania (venduta a OTP Bank) e Turchia (Fibabanka). Nel 2021, Banque Privée BCP (Suisse) è stata venduta a Union Bancaire Privée.

### Bank Millennium

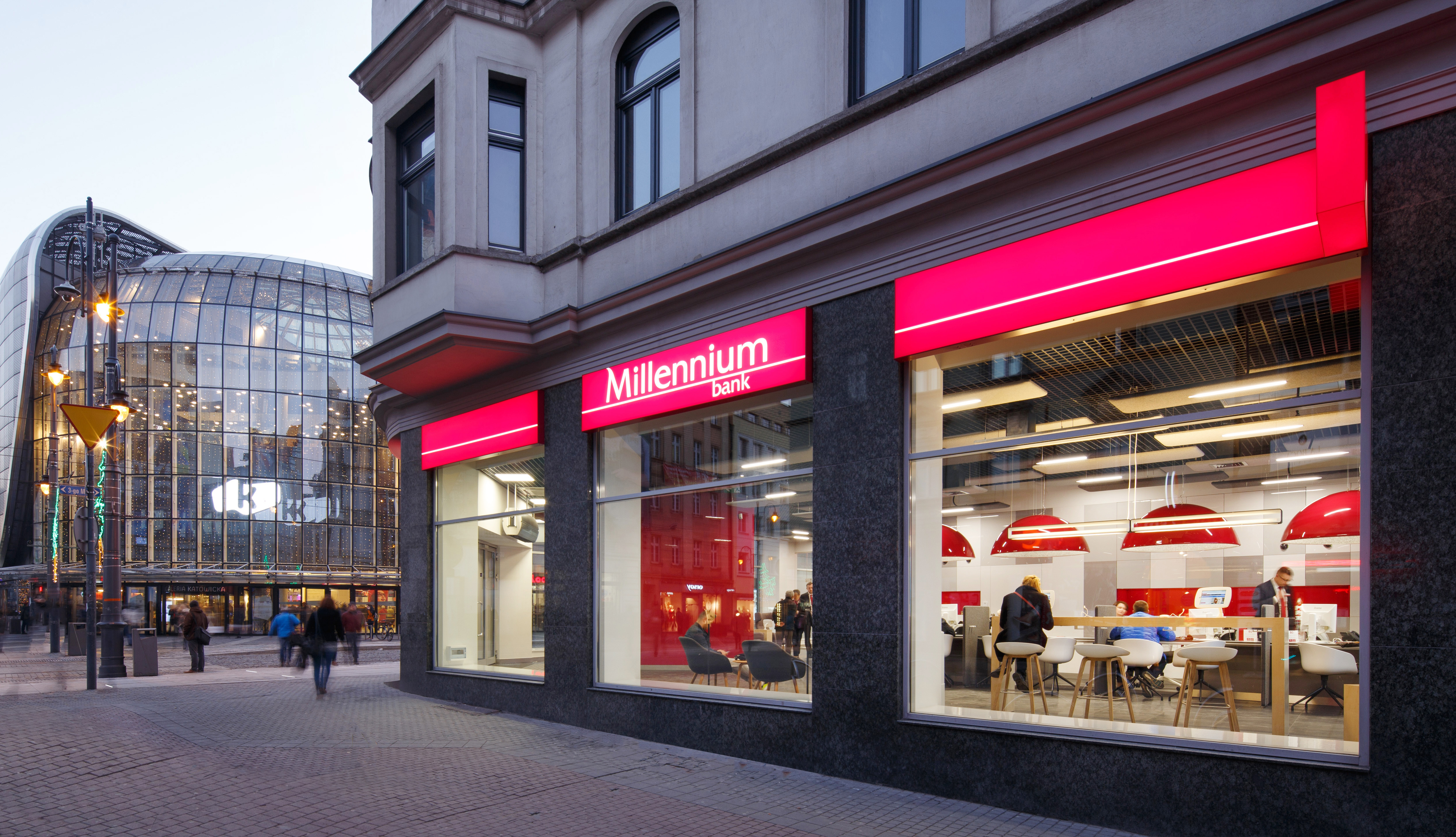
Una filiale di Bank Millennium a Katowice, Polonia

Bank Millennium è la rete di filiali di BCP presente in Polonia. È stata fondata nel 1989, quando sono iniziate le trasformazioni politiche democratiche e del libero mercato in Polonia. La banca è stata la prima istituzione finanziaria quotata alla Borsa di Varsavia, nel 1992, e ha raggiunto le dimensioni attuali grazie alle fusioni con altre banche (nel 1992 e nel 1997), nonché alla crescita organica sostenuta dal nuovo modello di business, sviluppato in collaborazione con il suo proprietario, la banca portoghese Millennium BCP, che detiene il 51% delle sue azioni. Bank Millennium, insieme alle sue filiali in Polonia, fornisce servizi finanziari specializzati come il leasing, il brokeraggio e i fondi comuni di investimento, il che la rende uno dei maggiori gruppi bancari in Polonia.

## Sponsorizzazioni
Banco Comercial Português sponsorizza l'Estoril Open, torneo di tennis maschile ATP Tour 250, fin dalla sua fondazione nel 2014.